# Garcia Rodrigues
Garcia Rodrigues (Portugal, Porto 1510 – São Paulo, Santos 1590) foi um desbravador brasileiro.

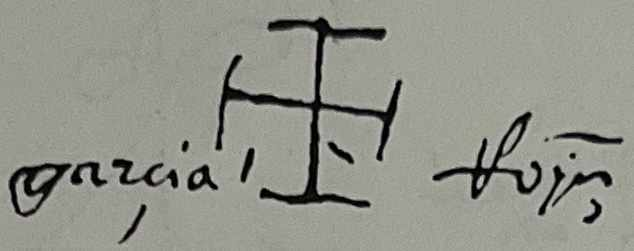
Assinatura de Garcia Rodrigues

Nascido em Portugal, casado com Isabel Velho, chegou a São Vicente em 1540, "trazendo em sua companhia filhos e filhas; entre os filhos veio o padre Garcia Rodrigues Velho, que por sua importância e prestígio conseguiu para suas irmãs casamentos com pessoas da primeira nobreza em S. Paulo".
Lutou contra os ameríndios hostis do litoral paulista.